# Elecciones municipales de Tambopata de 1980
Las elecciones municipales de Tambopata de 1980 se llevaron a cabo el 23 de noviembre de 1980 para elegir al alcalde y al Concejo Provincial de Tambopata para el periodo 1981-1983. La elección se celebró simultáneamente con elecciones municipales en todo el país.

## Sistema electoral
La Municipalidad Provincial de Tambopata es el órgano administrativo y de gobierno de la provincia de Tambopata. Está compuesta por el alcalde y el Concejo Provincial.
La votación del alcalde y el concejo se realiza en base al sufragio universal, que comprende a todos los ciudadanos nacionales mayores de dieciocho años, empadronados y residentes en la provincia de Tambopata y en pleno goce de sus derechos políticos, así como a los ciudadanos no nacionales residentes y empadronados en la provincia de Tambopata.
El Concejo Provincial de Tambopata está compuesto por 19 regidores elegidos por sufragio directo para un período de tres (3) años, en forma conjunta con la elección del alcalde (quien lo preside). La votación es por lista cerrada y bloqueada. Se asigna a la lista ganadora los escaños según el método d'Hondt.

## Partidos y candidatos
A continuación se muestra una lista de los principales partidos y alianzas electorales que participaron en las elecciones:
| Candidatura | Candidatura | Partidos y alianzas | Candidatos | Candidatos                 | Ideología                                               | Ref. |
| ----------- | ----------- | --- | ---------- | -------------------------- | ------------------------------------------------------- | ---- |
|             | AP          | Lista - Acción Popular (AP) |            | María Faki de Herrera      | Humanismo Nacionalismo cívico Reformismo                |      |
|             | APRA        | Lista - Partido Aprista Peruano (APRA) |            | Sin información disponible | Aprismo                                                 |      |
|             | IU          | Lista - Izquierda Unida (IU) – Unión de Izquierda Revolucionaria (UNIR) – Unidad Democrático Popular (UDP) – Partido Socialista Revolucionario (PSR) – Partido Comunista Revolucionario (PCR) – Partido Comunista Peruano (PCP) – Frente Obrero Campesino Estudiantil y Popular (FOCEP) |            | María Faki de Herrera      | Marxismo-leninismo Mariateguismo Socialismo democrático |      |
|             | IND         | Lista - Lista Independiente N° 3 |            | Sin información disponible | Localismo tambopatino                                   |      |

## Resultados

### Sumario general
|                        |                                |              |              |              |           |           |
| Partidos y coaliciones | Partidos y coaliciones         | Voto popular | Voto popular | Voto popular | Regidores | Regidores |
| Partidos y coaliciones | Partidos y coaliciones         | Votos        | %            | ±pp          | Total     | +/−       |
|                        | Acción Popular (AP)            | 1,385        | 33.33        | n/a          | 6         | n/a       |
|                        | Partido Aprista Peruano (APRA) | 1,071        | 25.78        | n/a          | 5         | n/a       |
|                        | Lista Independiente N° 3       | 874          | 21.03        | n/a          | 4         | n/a       |
|                        | Izquierda Unida (IU)           | 825          | 19.86        | n/a          | 4         | n/a       |
|                        |                                |              |              |              |           |           |
| Total                  | Total                          | 4,155        |              |              | 19        | n/a       |
|                        |                                |              |              |              |           |           |
| Votos válidos          | Votos válidos                  | 4,155        | 85.71        | n/a          |           |           |
| Votos en blanco        | Votos en blanco                | 249          | 5.14         | n/a          |           |           |
| Votos nulos            | Votos nulos                    | 444          | 9.16         | n/a          |           |           |
| Votos emitidos         | Votos emitidos                 | 4,848        | 64.41        | n/a          |           |           |
| Abstenciones           | Abstenciones                   | 2,679        | 35.59        | n/a          |           |           |
| Votantes registrados   | Votantes registrados           | 7,527        |              |              |           |           |
|                        |                                |              |              |              |           |           |
| Fuente:                |                                |              |              |              |           |           |

## Elecciones municipales distritales

### Resultados por distrito
La siguiente tabla enumera el control de los distritos de la provincia de Tambopata.
| Distrito    | Alcalde(sa) electo(a)                          | Partido político                               | Partido político                               |
| ----------- | ---------------------------------------------- | ---------------------------------------------- | ---------------------------------------------- |
| Inambari    | Elecciones municipales complementarias de 1981 | Elecciones municipales complementarias de 1981 | Elecciones municipales complementarias de 1981 |
| Las Piedras | Elecciones municipales complementarias de 1981 | Elecciones municipales complementarias de 1981 | Elecciones municipales complementarias de 1981 |